# Џексонвил (Ајова)
Џексонвил (енгл. Jacksonville) насељено је место без административног статуса у америчкој савезној држави Ајова.

## Демографија
По попису из 2010. године број становника је 30.
| Група             | 2000.    | 2010.      |
| Белци             | 0 (0,0%) | 25 (83,3%) |
| Афроамериканци    | 0 (0,0%) | 0 (0,0%)   |
| Азијати           | 0 (0,0%) | 0 (0,0%)   |
| Хиспаноамериканци | 0 (0,0%) | 5 (16,7%)  |
| Укупно            | 0        | 30         |